# مقياس لوغاريتمي

الرسوم البيانية المرسومة هي: ص = 10 × (الحمراء)، ص = س (الأخضر)، ص = مقصورة (خ) (أزرق)

مقياس لوغاريتمي (بالإنجليزية: Logarithmic scale)‏ هو مقياس يُستخدم لوغاريتم الكمية الفيزيائية بدلًا من أستخدامها نفسها. بعض من حواسنا تعمل بطريقة لوغاريتمية (قانون ويبر-فيشنر).

## مواضيع ذات صلة
- تحليل طيفي